# Claus Beling
Claus Beling (* 1949 in Prenzlau) ist ein deutscher Fernsehjournalist und Redakteur.

## Leben und Wirken
Nach dem Abitur studierte Beling Germanistik, Literaturwissenschaft und Publizistik, 1976 schloss er das Studium mit seiner Promotion an der Universität Mainz ab.
Seit 1973 wirkte Beling beim ZDF und war dort bis 1985 Redakteur in der Hauptredaktion „Fernsehspiel und Film“. Ab 1985 war er als Redaktionsleiter mitverantwortlich für den Hauptredaktionsbereich „Reihen und Serien für den Vorabend“. Seit 1991 leitet Beling die Hauptredaktion „Unterhaltung-Wort“ beim ZDF und ist somit am Erfolg mehrerer Serien und TV-Filme beteiligt. Zu seinen größten Erfolgen gehören die Filmreihen basierend auf den Romanen von Rosamunde Pilcher und Inga Lindström. Unter dem Pseudonym Thomas Chatwin schreibt der England-Kenner Cornwall-Krimis.

## Produktion
- 1993: Rosamunde Pilcher: Stürmische Begegnung
- 1995: Rosamunde Pilcher: Wechselspiel der Liebe

## Publikationen (Auswahl)
- Fernsehspiel und epische Vorlage. Probleme der Adaption, dargestellt am Beispiel der Bearbeitung und Realisation von Kafkas "Amerika". Dissertation, Universität Mainz, 1976
- Theorie des Fernsehspiels. Quelle + Meyer, Heidelberg 1979, ISBN 3-494-01017-X.

## Publikationen als Thomas Chatwin
- Post für den Mörder. Ein Cornwall-Krimi. Rowohlt Taschenbuch, Reinbek bei Hamburg 2018, ISBN 978-3-499-27445-9. (Originalausgabe mit Reisetipps und Bibliografie)
- Mörder unbekannt verzogen. Ein Cornwall-Krimi. Rowohlt Polaris, Hamburg 2019, ISBN 978-3-499-27687-3.
- Mord frei Haus. Ein Cornwall-Krimi. Rowohlt Polaris, Hamburg 2022, ISBN 978-3-499-00397-4.
- Vier Schafe und ein Todesfall. Ein Cosy Crime. Rowohlt Polaris, Hamburg 2023, ISBN 978-3-499-01050-7.
- Das Lamm, das zu viel wusste. Rowohlt Polaris, Hamburg 2024, ISBN 978-3-499-01052-1.

| Personendaten    | Personendaten                             |
| ---------------- | ----------------------------------------- |
| NAME             | Beling, Claus                             |
| ALTERNATIVNAMEN  | Chatwin, Thomas                           |
| KURZBESCHREIBUNG | deutscher Fernsehjournalist und Redakteur |
| GEBURTSDATUM     | 1949                                      |
| GEBURTSORT       | Prenzlau                                  |